# نلی کورادی
نلی کورادی (ایتالیایی: Nelly Corradi؛ ‏ ۱۶ دسامبر ۱۹۱۴ – ۱۶ آوریل ۱۹۶۸) بازیگر و خواننده اپرا اهل ایتالیا بود.
از فیلم‌هایی که وی در آن نقش داشته است، می‌توان به افسانه فاوست، مؤسسه ریکوردی، پوچینی، نیروی سرنوشت و آرایشگر سویل اشاره کرد.